# Lamorne Morris
Lamorne Morris (Chicago, Illinois 14 de agosto de 1983) é um ator americano e comediante. Conhecido pelo seu personagem Winston na série New Girl, do canal Fox. Como apresentador de Game Show, ele apresentou o Game Show do Cartoon Network, BrainRush. Ele também trabalhou para a Black Entertainment Television (BET) no passado.

## Carreira
Antes de se tornar ator, Morris queria ser um jogador de basquete. Ele estudou na Glenbard South High School e se formou na faculdade em 2003. Ele fez sua estréia na TV como apresentador do seu próprio programa, em BET. Se tornou um cara engraçado e familiar como um dos mais conhecidos da BET no ar, com suas travessuras cômicas e cobertura para muitos dos espetáculos mais bem cotados da rede. 
Morris tem aparecido em vários filmes e curtas independentes premiados, incluindo April Fools (Code Black), One Word e como narrador para a comédia animada Urban Group Squirrels. Ele estudou teatro no Colégio de DuPage perto de Chicago e é um receptor do Memorial de bolsa escolar para atores, de Chris Farley. Com a sua deslocalização recente de Nova York para Los Angeles, Morris começou a desenvolver vários de seus próprios conceitos para espetáculos e constituiu-se em vários projetos de cinema e televisão 
Morris pode ser visto em comerciais, incluindo aqueles para State Farm Insurance, Taco Bell, Twix, Miller Lite, Las Vegas, 7 Up, Edge, Sears, Microsoft Windows, chili, McDonald's, Ford e Hornitos Tequila.
Morris é destaque no papel  de Winston na série de TV  New Girl , que estreou dia 20 de setembro de 2011, na Fox. No entanto, Morris não aparece até o segundo episódio - originalmente, Damon Wayans, Jr. era um membro do elenco com o papel de Coach. No entanto, outra série de comédia, Happy Endings, já havia contratado Wayans para a segunda temporada em outro canal. Os produtores de New Girl pensaram em apenas substituir o ator, deixando o personagem, porém decidiu-se escrever um outro personagem no lugar.
Morris também apareceu em alguns vídeos do YouTube por parte dos canais FunnyOrDie, Water e fez participação em alguns vídeos do Bart Baker. Morris tem destaque em um dos vídeos de Water, estrelado por Matt Damon que visam aumentar a consciência sobre a falta de água em países do terceiro mundo.

## Filmografia
| Ano       | Título                   | Papel                   | Notas                      |
| --------- | ------------------------ | ----------------------- | -------------------------- |
| 2002      | Urban Ground Squirrels   | David Pequeno (voz)     |                            |
| 2005      | Insanity                 | Policial                |                            |
| 2005      | 106 & Park Top 10 Live   | Ele mesmo               |                            |
| 2006      | BET Awards 2006          | Correio                 |                            |
| 2007      | April Fools              | Melvin Fox              |                            |
| 2009      | To Have & Have More      | Agente Michael          |                            |
| 2009      | BrainRush                | Apresentador            |                            |
| 2010      | The Middle               | Vendedor                | Episodio: "Casamento Real" |
| 2011      | The Assistants           | Scott Smiley            |                            |
| 2011      | The Guild                | Craven                  |                            |
| 2011-2018 | New Girl                 | Winston                 | Série atual                |
| 2013      | Drunk History            | Martin Luther King, Jr. | Episodio: "Atlanta"        |
| 2013      | Dear Secret Santa        | Jack                    | Filme de TV                |
| 2016      | Barbershop: The Next Cut | Jerrod                  |                            |